# Трипръст ленивец
Трипръстите ленивци (Bradypus tridactylus) са вид средноголеми бозайници от семейство Трипръсти ленивци (Bradypodidae). Разпространени са в джунглите в северната част на Южна Америка. Главата им е кръгла, носът е сплескан и почти нямат опашка или външни уши. Тялото е покрито с дълга и груба козина. На дължина достигат 50-75 cm.